# Bibliothèque raisonnée des ouvrages des savans de l'Europe
La Bibliothèque raisonnée des ouvrages des savans de l'Europe est un périodique trimestriel édité à Amsterdam juillet 1728 à juin 1753. Un des principaux contributeurs est Pierre Massuet.

## Accès
Réédition
- Bibliothèque raisonnée : 1728-1753, Genève, Slatkine, 1969,  (EAN 3600120118066).

Originaux numérisés
- tome second, janvier-mars 1729, première partie (en ligne)
- tome quatorzième, janvier-mars 1735, première partie, en ligne)